# Cinnamomum arfakense
Cinnamomum arfakense är en lagerväxtart som beskrevs av André Joseph Guillaume Henri Kostermans. Cinnamomum arfakense ingår i släktet Cinnamomum och familjen lagerväxter. Inga underarter finns listade i Catalogue of Life.